# 1728

## أحداث
دخل أسطول غراندبري الأميرال الفرنسي ميناء طرابلس، وقصف المدينة بالقنابل فألحق بها أضرارًا بالغـة.

## مواليد
- أنطوان بوميه
- إيمانويل كانت
- بيتر الثالث
- توماس وارتون
- جيمس كوك
- صامويل واليس
- هوراشيو غيتس
- يوهان لامبرت
- 28 أغسطس - جون ستارك، جندي أمريكي في حرب الاستقلال
- ولي العهد هيوجانغ.